# АТХ код C01
АТХ код C01 (англ. ATC code C01)  «Препараты для лечения заболеваний сердца» — раздел система буквенно-цифровых кодов Анатомо-терапевтическо-химической классификации, разработанных Всемирной организацией здравоохранения для классификации лекарств и других медицинских продуктов. Подгруппа C01 является частью группы препаратов C «Препараты для лечения заболеваний сердечно-сосудистой системы».
Коды для применения в ветеринарии (ATCvet коды) могут быть созданы путём добавления буквы Q в передней части человеческого Код ATC: QC01.
Из-за различных национальных особенностей в классификацию АТС могут включаться дополнительные коды, которые отсутствуют в этом списке, который составлен Всемирной организацией здравоохранения.

## C01AСердечные гликозиды

### C01AADigitalisglycosides
C01AA01 Acetyldigitoxin
C01AA02 Acetyldigoxin
C01AA03 Digitalis leaves
C01AA04 Digitoxin
C01AA05 Дигоксин
C01AA06 Lanatoside C
C01AA07 Deslanoside
C01AA08 Metildigoxin
C01AA09 Gitoformate
C01AA52 Acetyldigoxin, combinations

### C01ABScillaglycosides
C01AB01 Proscillaridin
C01AB51 Proscillaridin, combinations

### C01ACStrophanthusglycosides
C01AC01 G-строфантин
C01AC03 Cymarin

### C01AX Другие сердечные гликозиды
C01AX02 Peruvoside

## C01BАнтиаритмические препараты, class I and III

### C01BA Антиаритмические, Класс Ia
C01BA01 Хинидин
C01BA02 Прокаинамид
C01BA03 Дизопирамид
C01BA04 Спартеин
C01BA05 Ajmaline
C01BA08 Prajmaline
C01BA12 Lorajmine
C01BA51 Quinidine, combinations excluding psycholeptics
C01BA71 Quinidine, combinations with psycholeptics

### C01BB Антиаритмические, Класс Ib
C01BB01 Лидокаин
C01BB02 Мексилетин
C01BB03 Tocainide
C01BB04 Aprindine

### C01BC Антиаритмические, Класс Ic
C01BC03 Пропафенон
C01BC04 Flecainide
C01BC07 Lorcainide
C01BC08 Encainide
C01BC09 Ethacizine

### C01BD Антиаритмические, Класс III
C01BD01 Амиодарон
C01BD02 Bretylium tosilate
C01BD03 Bunaftine
C01BD04 Dofetilide
C01BD05 Ibutilide
C01BD06 Tedisamil
C01BD07 Dronedarone

### C01BG Другие антиаритмические, Класс I and III
C01BG01 Морацизин
C01BG07 Cibenzoline
C01BG11 Vernakalant

## C01C Сердечные стимуляторы, исключая сердечные гликозиды

### C01CA Адренергические и дофаминергические препараты
C01CA01 Etilefrine
C01CA02 Изопреналин
C01CA03 Норадреналин
C01CA04 Допами́н
C01CA05 Norfenefrine
C01CA06 Phenylephrine
C01CA07 Dobutamine
C01CA08 Oxedrine
C01CA09 Metaraminol
C01CA10 Methoxamine
C01CA11 Mephentermine
C01CA12 Dimetofrine
C01CA13 Prenalterol
C01CA14 Dopexamine
C01CA15 Gepefrine
C01CA16 Ibopamine
C01CA17 Midodrine
C01CA18 Octopamine
C01CA19 Fenoldopam
C01CA21 Cafedrine
C01CA22 Arbutamine
C01CA23 Theodrenaline
C01CA24 Epinephrine
C01CA25 Amezinium metilsulfate
C01CA26 Ephedrine
C01CA30 Combinations
C01CA51 Etilefrine, combinations

### C01CE Ингибиторы фосфодиэстеразы
C01CE01 Amrinone
C01CE02 Milrinone
C01CE03 Enoximone
C01CE04 Bucladesine
QC01CE90 Pimobendane

### C01CX Другие стимуляторы сердечной деятельности
C01CX06 Angiotensinamide
C01CX07 Xamoterol
C01CX08 Levosimendan

## C01D Вазодилататоры, используемые при заболеваниях сердечно-сосудистой системы

### C01DA Organicnitrates
C01DA02 Glyceryl trinitrate
C01DA04 Methylpropylpropanediol dinitrate
C01DA05 Pentaerithrityl tetranitrate
C01DA07 Propatylnitrate
C01DA08 Isosorbide dinitrate
C01DA09 Trolnitrate
C01DA13 Eritrityl tetranitrate
C01DA14 Изосорбида мононитрат
C01DA20 Organic nitrates in combination
C01DA38 Tenitramine
C01DA52 Glyceryl trinitrate, combinations
C01DA54 Methylpropylpropanediol dinitrate, combinations
C01DA55 Pentaerithrityl tetranitrate, combinations
C01DA57 Propatylnitrate, combinations
C01DA58 Isosorbide dinitrate, combinations
C01DA59 Trolnitrate, combinations
C01DA63 Eritrityl tetranitrate, combinations
C01DA70 Organic nitrates in combination with psycholeptics

### C01DBQuinolonevasodilators
C01DB01 Flosequinan

### C01DX Другие вазодилататоры используемые при заболеваниях сердца
C01DX01 Itramin tosilate
C01DX02 Prenylamine
C01DX03 Oxyfedrine
C01DX04 Benziodarone
C01DX05 Carbocromen
C01DX06 Hexobendine
C01DX07 Etafenone
C01DX08 Heptaminol
C01DX09 Imolamine
C01DX10 Dilazep
C01DX11 Trapidil
C01DX12 Molsidomine
C01DX13 Efloxate
C01DX14 Cinepazet
C01DX15 Cloridarol
C01DX16 Nicorandil
C01DX18 Linsidomine
C01DX19 Nesiritide
C01DX21 Serelaxin
C01DX51 Itramin tosilate, combinations
C01DX52 Prenylamine, combinations
C01DX53 Oxyfedrine, combinations
C01DX54 Benziodarone, combinations

## C01E Другие сердечные препараты

### C01EAПростагландины
C01EA01 Alprostadil

### C01EB Другие сердечные препараты
C01EB02 Camphor
C01EB03 Indometacin
C01EB04 Crataegus glycosides
C01EB05 Creatinolfosfate
C01EB06 Fosfocreatine
C01EB07 Fructose 1,6-diphosphate
C01EB09 Ubidecarenone
C01EB10 Adenosine
C01EB11 Tiracizine
C01EB13 Acadesine
C01EB15 Trimetazidine
C01EB16 Ibuprofen
C01EB17 Ivabradine
C01EB18 Ranolazine
C01EB21 Regadenoson
C01EB22 Meldonium